# Herold der Christlichen Wissenschaft
Der Herold der Christlichen Wissenschaft ist eine Zeitschrift der Glaubensgemeinschaft Christliche Wissenschaft.

## Geschichte
1903 wurde der deutsche Herold der Christlichen Wissenschaft von Mary Baker Eddy gegründet, um „die allumfassende Wirksamkeit und Verfügbarkeit der Wahrheit zu verkünden“. Die französische Sprachausgabe Le Héraut wurde 1918, die spanische El Heraldo 1946 und die portugiesische O Arauto 1947 gegründet.

## Zeitung
Die Zeitung erscheint weltweit, in 14 verschiedenen Sprachausgaben und publiziert, anders als das zweite große Blatt The Christian Science Monitor, keine weltlichen Nachrichten, sondern rein religiöse Artikel mit Schwerpunkt Heilserzählungen, allein nur durch Glauben und Gebet. Die Zeitung erscheint monatlich digital und in den Monaten Februar, April, Juni, August, Oktober und Dezember auch als Printausgabe mit „Erfahrungsberichten zur allumfassenden Verfügbarkeit und Wirksamkeit der geistigen Wahrheit“. Vertriebswege sind Abonnement, Erwerb in den Räumen der Glaubensgemeinschaft oder im Internet auf den entsprechenden Plattformen.

## Inhalte
Inhalte der Zeitung sind Artikel und Geschichten über Heilungen von schweren Krankheiten, Überwindung von Krisen und Überleben von beinahe todbringenden Unfällen, allein durch tiefe Religiosität und unbeirrbare Glaubensstärke, gemäß der Kernbotschaft der Religionsgemeinschaft, dass einzig nur Gott Gesundung geben kann, flankiert von Berichten persönlicher Natur, um die Glaubhaftigkeit der Aussagen zu unterstreichen.